# SRREN
국제연합 산하 기후 변화에 관한 정부간 패널이 “재생가능한 에너지 자원과 기후변화 완화”(Renewable Energy Sources and Climate Change Mitigation (SRREN))를 주제로 발표할 특별 보고서를 일컫는다. IPCC는 재생가능한 자원과 에너지 효율성을 2007년 발표한 4번째 보고서에서 발표했지만 회원국들은 현재 탄소배출량 감축에 중대한 영향을 끼치는 재생에너지 상업화에 대해 심층적으로 다루기로 결정한 상태다.
SRREN은 개괄적으로 IPCC 보고서의 실무자(WG)보고서 Ⅲ권의 심층보고서가 될 것으로 보이며 2008년 4월 부다페스트에서 열린 본회의의 동의를 얻었다. SRREN은 정책당국자가 필요로 하는 정보를 비롯해 민간 분야와 시민 사회에서도 폭넓은 에너지 대책과 정보에 대해 접근할 것으로 보여 차후 선보일 5차 보고서에도 주요 항목 중 하나가 될 것으로 보인다. 동의를 얻은 후 진행 중인 보고서는 2011년 봄 쯤에 출판될 수 있을 것으로 보인다.
특별보고서인 SRREN은 “재생가능한 에너지 자원에 대한 폭넓은 정보와 더 나은 이해를 돕는 것”을 목표로 삼고 있다. 자원이란 기술적 이용가능성과 경제잠재력, 시장지위, 환경과 경제를 고려한 비용과 이익, 에너지 안보에 끼치는 영향, 지속가능한 개발에 대한 여부, 기회와 공동이익을 낼 수 있는지의 여부를 비롯해 에너지공급체계 통합을 고려할 경우 선택과 제약 등을 포괄한다.

## 같이 보기
- IPCC 제4차 평가 보고서